# Милан (Колумбия)
Милан (исп. Milán) — город и муниципалитет на юге Колумбии, на территории департамента Какета.

## История
Поселение, из которого позднее вырос город, было основано в 1953 году. Муниципалитет Милан был выделен в отдельную административную единицу 12 ноября 1985 года.

## Географическое положение

Муниципалитет Милан

Город расположен в западной части департамента, в пределах Амазонского природно-территориального комплекса, на левом берегу реки Ортегуасы, на расстоянии приблизительно 35 километров к юго-востоку от города Флоренсия, административного центра департамента. Абсолютная высота — 221 метр над уровнем моря.
Муниципалитет Милан граничит на севере с территорией муниципалитета Флоренсия, на северо-востоке — с муниципалитетом Ла-Монтаньита, юго-востоке — с муниципалитетом Солано, на юго-западе — с муниципалитетом Вальпараисо, на северо-западе — с муниципалитетом Морелия. Площадь муниципалитета составляет 1243 км².

## Население
По данным Национального административного департамента статистики Колумбии, совокупная численность населения города и муниципалитета в 2024 году составляла 10 339 человек.
Динамика численности населения муниципалитета по годам:
| 2005   | 2010   | 2015   | 2020 | 2021   | 2022   | 2023   | 2024   |
| ------ | ------ | ------ | ---- | ------ | ------ | ------ | ------ |
| 11 487 | 11 615 | 11 745 | 9994 | 10 096 | 10 186 | 10 256 | 10 339 |

Согласно данным переписи 2005 года мужчины составляли 52,8 % от населения Милана, женщины — соответственно 47,2 %. В расовом отношении белые и метисы составляли 80,1 % от населения города; негры, мулаты и райсальцы — 10,4 %; индейцы — 9,5 %.
Уровень грамотности среди всего населения составлял 84,7 %.

## Экономика
Большинство трудоспособного населения занято в сельском хозяйстве.
64,1 % от общего числа городских и муниципальных предприятий составляют предприятия торговой сферы, 30,8 % — предприятия сферы обслуживания, 5,1 % — промышленные предприятия.